# Oyun
Pour plus de détails, voir Fiche technique et Distribution.
Oyun est un film documentaire turc réalisé par Pelin Esmer, sorti en 2005.

## Synopsis
Le documentaire montre neuf paysannes d'un village de montagne du sud de la Turquie qui ont décidé d'écrire une pièce de théâtre sur leurs vies.

## Fiche technique
- Titre français : Oyun
- Réalisation : Pelin Esmer
- Pays d'origine : Turquie
- Format : Couleurs - 35 mm
- Genre : documentaire
- Durée : 70 minutes
- Date de sortie : 2005